# Rödbrämad harrisplattmal
Rödbrämad harrisplattmal (Agonopterix nervosa) är en fjärilsart som beskrevs av Adrian Hardy Haworth 1812. Rödbrämad harrisplattmal ingåri släktet Agonopterix. Enligt Dyntaxa ingår Agonopterix i familjen plattmalar, Depressariidae, men enligt Catalogue of Life är tillhörigheten istället familjen praktmalar, (Oecophoridae). Arten är reproducerande i Sverige. Inga underarter finns listade i Catalogue of Life.

## Bildgalleri

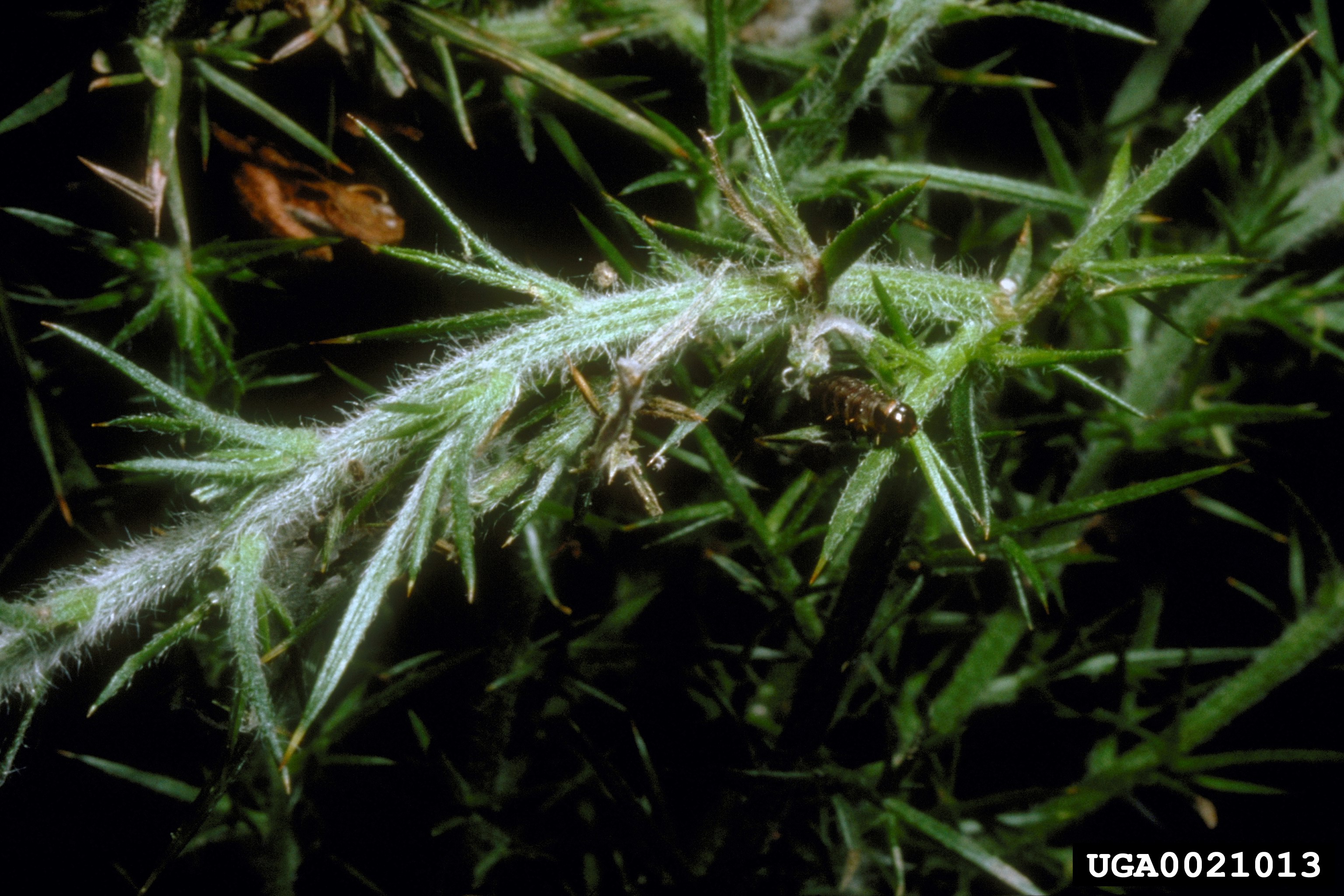
Larv, i bildens centrum
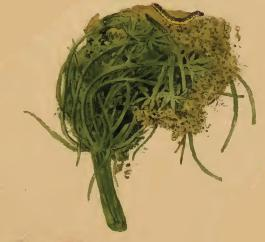
Larv på toppen av en blomställning av Oenanthe crocata